# 2-Тетразен
2-Тетразен (транс-2-тетразен) — химическое вещество с брутто-формулой N4H4. Бесцветные моноклинные кристаллы. Не следует путать с тетразеном — моногидратом 5-(4-амидино-1-тетразено)тетразола.

## Свойства
Ниже 243 K хранится практически неограниченно долго. Более слабое основание, чем гидразин. Хорошо растворяется в метаноле, плохо — в пентане, тетрагидрофуране, триметиламине, диэтиловом эфире и дихлорметане. Имеет 11 изомеров, из которых 2-тетразен является наиболее стабильным. Обычно существует в транс-форме.

## Получение
Получают разложением тетракис(триметилсилил)тетразена-2 под действием трифторуксусной кислоты в метиленхлориде при 195 K.

## Применение
Не находит применения из-за неустойчивости.